# Список населённых пунктов Палкинского района

## Городские населённые пункты
- Посёлок городского типа (рабочий посёлок) Палкино —  3613 человек (XII. 2000 г.)[1], 3201 человек (X. 2002 г.), 2924 человека (X. 2010 г.)[2], 2847 человек (I. 2012 г.)[3] —  городское поселение «Палкино».

## Сельские населённые пункты
Ниже представлен сортируемый (по столбцам) список сельских населённых пунктов Палкинского района Псковской области, распределённых по муниципальным образованиям (сельским поселениям— волостям) с оценками численности населения сельских населённых пунктов на конец 2000 года и по переписи населения 2002 года.
| #   | #   | деревня          | 2000 г., чел. | 2002 г., чел. | волость                | бывшая волость (2005-2015) |
| --- | --- | ---------------- | ------------- | ------------- | ---------------------- | -------------------------- |
| 1   | 1   | Аксёново         | 4             | 4             | Качановская волость    | Родовская волость          |
| 2   | 2   | Алексехново      | 0             | 0             | Качановская волость    | Родовская волость          |
| 3   | 3   | Анашкино         | 23            | 17            | Качановская волость    | Родовская волость          |
| 4   | 4   | Анженки          | 1             | 0             | Качановская волость    | Родовская волость          |
| 5   | 5   | Асташово         | 0             | 0             | Качановская волость    | Качановская волость        |
| 6   | 6   | Белуши           | 9             | 6             | Качановская волость    | Качановская волость        |
| 7   | 7   | Бокачи           | 4             | 6             | Качановская волость    | Родовская волость          |
| 8   | 8   | Ботвино          | 30            | 28            | Качановская волость    | Качановская волость        |
| 9   | 9   | Брицы            | 8             | 7             | Качановская волость    | Родовская волость          |
| 10  | 10  | Бытнево          | 11            | 8             | Качановская волость    | Родовская волость          |
| 11  | 11  | Вашково          | 11            | 10            | Качановская волость    | Качановская волость        |
| 12  | 12  | Великие Суки     | 0             | 0             | Качановская волость    | Качановская волость        |
| 13  | 13  | Волково          | 4             | 0             | Качановская волость    | Качановская волость        |
| 14  | 14  | Володькино       | 23            | 21            | Качановская волость    | Качановская волость        |
| 15  | 15  | Выстрелово       | 45            | 33            | Качановская волость    | Родовская волость          |
| 16  | 16  | Глазаново        | 4             | 3             | Качановская волость    | Родовская волость          |
| 17  | 17  | Голубово         | 25            | 17            | Качановская волость    | Родовская волость          |
| 18  | 18  | Горбунова Гора   | 109           | 81            | Качановская волость    | Родовская волость          |
| 19  | 19  | Городище         | 19            | 23            | Качановская волость    | Качановская волость        |
| 20  | 20  | Горончарово      | 11            | 12            | Качановская волость    | Качановская волость        |
| 21  | 21  | Грибулек         | 15            | 18            | Качановская волость    | Родовская волость          |
| 22  | 22  | Грибульские      | 1             | 1             | Качановская волость    | Качановская волость        |
| 23  | 23  | Губаново         | 23            | 25            | Качановская волость    | Родовская волость          |
| 24  | 24  | Гусаково         | 2             | 1             | Качановская волость    | Качановская волость        |
| 25  | 25  | Давыдова Гора    | 7             | 9             | Качановская волость    | Родовская волость          |
| 26  | 26  | Дворянкино       | 16            | 9             | Качановская волость    | Родовская волость          |
| 27  | 27  | Жуково           | 33            | 41            | Качановская волость    | Качановская волость        |
| 28  | 28  | Зубры            | 18            | 10            | Качановская волость    | Качановская волость        |
| 29  | 29  | Качаново, село   | 690           | 602           | Качановская волость    | Качановская волость        |
| 30  | 30  | Ключи            | 29            | 35            | Качановская волость    | Родовская волость          |
| 31  | 31  | Козельник        | 13            | 10            | Качановская волость    | Родовская волость          |
| 32  | 32  | Козлы            | 21            | 16            | Качановская волость    | Качановская волость        |
| 33  | 33  | Костино          | 12            | 5             | Качановская волость    | Качановская волость        |
| 34  | 34  | Костово-Горушка  | 0             | 0             | Качановская волость    | Качановская волость        |
| 35  | 35  | Котово-Заречье   | 45            | 34            | Качановская волость    | Родовская волость          |
| 36  | 36  | Кренево          | 10            | 6             | Качановская волость    | Качановская волость        |
| 37  | 37  | Кудрово          | 0             | 0             | Качановская волость    | Родовская волость          |
| 38  | 38  | Кудровская Дача  | 5             | 3             | Качановская волость    | Качановская волость        |
| 39  | 39  | Ладыгино         | 17            | 13            | Качановская волость    | Качановская волость        |
| 40  | 40  | Лепенцово        | 1             | 1             | Качановская волость    | Качановская волость        |
| 41  | 41  | Луг              | 57            | 43            | Качановская волость    | Качановская волость        |
| 42  | 42  | Лысы-Мухи        | 9             | 7             | Качановская волость    | Качановская волость        |
| 43  | 43  | Макаренки        | 5             | 1             | Качановская волость    | Качановская волость        |
| 44  | 44  | Максимково       | 7             | 6             | Качановская волость    | Качановская волость        |
| 45  | 45  | Манухново        | 0             | 0             | Качановская волость    | Качановская волость        |
| 46  | 46  | Маслово          | 15            | 11            | Качановская волость    | Качановская волость        |
| 47  | 47  | Машково          | 5             | 3             | Качановская волость    | Качановская волость        |
| 48  | 48  | Медниково        | 8             | 9             | Качановская волость    | Родовская волость          |
| 49  | 49  | Мельница         | 7             | 7             | Качановская волость    | Качановская волость        |
| 50  | 50  | Михалево         | 1             | 0             | Качановская волость    | Качановская волость        |
| 51  | 51  | Ново-Горшково    | 6             | 1             | Качановская волость    | Родовская волость          |
| 52  | 52  | Озерчины         | 2             | 1             | Качановская волость    | Качановская волость        |
| 53  | 53  | Отрез-Гора       | 5             | 3             | Качановская волость    | Родовская волость          |
| 54  | 54  | Павлово          | 1             | 1             | Качановская волость    | Качановская волость        |
| 55  | 55  | Панкратово       | 7             | 3             | Качановская волость    | Качановская волость        |
| 56  | 56  | Пемпеши          | 8             | 4             | Качановская волость    | Качановская волость        |
| 57  | 57  | Поддубно         | 0             | 0             | Качановская волость    | Качановская волость        |
| 58  | 58  | Поддубно         | 0             | 0             | Качановская волость    | Родовская волость          |
| 59  | 59  | Подсев           | 17            | 12            | Качановская волость    | Качановская волость        |
| 60  | 60  | Покровская Дача  | 38            | 38            | Качановская волость    | Качановская волость        |
| 61  | 61  | Поповские Хутора | 1             | 3             | Качановская волость    | Родовская волость          |
| 62  | 62  | Разливы          | 13            | 10            | Качановская волость    | Родовская волость          |
| 63  | 63  | Родовое          | 253           | 268           | Качановская волость    | Родовская волость          |
| 64  | 64  | Рокотово         | 5             | 4             | Качановская волость    | Родовская волость          |
| 65  | 65  | Романково        | 47            | 39            | Качановская волость    | Родовская волость          |
| 66  | 66  | Ромахново        | 25            | 24            | Качановская волость    | Родовская волость          |
| 67  | 67  | Рупосово         | 3             | 2             | Качановская волость    | Качановская волость        |
| 68  | 68  | Рясцы            | 31            | 22            | Качановская волость    | Родовская волость          |
| 69  | 69  | Самохвалово      | 16            | 11            | Качановская волость    | Качановская волость        |
| 70  | 70  | Саприхино        | 0             | 0             | Качановская волость    | Качановская волость        |
| 71  | 71  | Сергино          | 18            | 17            | Качановская волость    | Качановская волость        |
| 72  | 72  | Сергино          | 61            | 57            | Качановская волость    | Родовская волость          |
| 73  | 73  | Сергино          | 18            | 34            | Качановская волость    | Родовская волость          |
| 74  | 74  | Сергинские-Горки | 0             | 0             | Качановская волость    | Качановская волость        |
| 75  | 75  | Слепнево         | 5             | 7             | Качановская волость    | Качановская волость        |
| 76  | 76  | Смоленки         | 20            | 24            | Качановская волость    | Качановская волость        |
| 77  | 77  | Сорокино         | 5             | 3             | Качановская волость    | Качановская волость        |
| 78  | 78  | Спудищи          | 12            | 6             | Качановская волость    | Качановская волость        |
| 79  | 79  | Стукалово        | 12            | 20            | Качановская волость    | Качановская волость        |
| 80  | 80  | Суслово          | 6             | 5             | Качановская волость    | Родовская волость          |
| 81  | 81  | Суховерково      | 16            | 19            | Качановская волость    | Родовская волость          |
| 82  | 82  | Тарабухино       | 0             | 0             | Качановская волость    | Качановская волость        |
| 83  | 83  | Треугольник      | 2             | 0             | Качановская волость    | Родовская волость          |
| 84  | 84  | Троицкие         | 1             | 0             | Качановская волость    | Родовская волость          |
| 85  | 85  | Трумалево        | 19            | 15            | Качановская волость    | Родовская волость          |
| 86  | 86  | Тульцево         | 0             | 0             | Качановская волость    | Качановская волость        |
| 87  | 87  | Тумасы           | 28            | 27            | Качановская волость    | Родовская волость          |
| 88  | 88  | Тяпколово        | 29            | 26            | Качановская волость    | Родовская волость          |
| 89  | 89  | Угольница        | 0             | 0             | Качановская волость    | Качановская волость        |
| 90  | 90  | Унтино           | 5             | 8             | Качановская волость    | Родовская волость          |
| 91  | 91  | Юхново           | 0             | 3             | Качановская волость    | Качановская волость        |
| 92  | 92  | Язвино           | 1             | 2             | Качановская волость    | Качановская волость        |
| 93  | 93  | Ярлыки           | 7             | 5             | Качановская волость    | Качановская волость        |
| 94  | 94  | Ярцево           | 0             | 0             | Качановская волость    | Качановская волость        |
| 95  | 95  | Яшково           | 6             | 2             | Качановская волость    | Родовская волость          |
| 96  | 1   | Антоново         | 1             | 0             | Новоуситовская волость | Новоуситовская волость     |
| 97  | 2   | Ахлупы           | 4             | 3             | Новоуситовская волость | Новоуситовская волость     |
| 98  | 3   | Бараново         | 16            | 11            | Новоуситовская волость | Новоуситовская волость     |
| 99  | 4   | Батьково         | 2             | 2             | Новоуситовская волость | Новоуситовская волость     |
| 100 | 5   | Бахлы            | 2             | 2             | Новоуситовская волость | Новоуситовская волость     |
| 101 | 6   | Березино         | 12            | 6             | Новоуситовская волость | Новоуситовская волость     |
| 102 | 7   | Богдаши          | 32            | 38            | Новоуситовская волость | Новоуситовская волость     |
| 103 | 8   | Боловино         | 6             | 6             | Новоуситовская волость | Новоуситовская волость     |
| 104 | 9   | Большое Плетнево | 17            | 11            | Новоуситовская волость | Новоуситовская волость     |
| 105 | 10  | Бородино         | 35            | 38            | Новоуситовская волость | Новоуситовская волость     |
| 106 | 11  | Букино           | 3             | 1             | Новоуситовская волость | Новоуситовская волость     |
| 107 | 12  | Вандыши          | 11            | 13            | Новоуситовская волость | Новоуситовская волость     |
| 108 | 13  | Ванино           | 6             | 7             | Новоуситовская волость | Новоуситовская волость     |
| 109 | 14  | Ванютино         | 2             | 0             | Новоуситовская волость | Новоуситовская волость     |
| 110 | 15  | Воробьи          | 1             | 0             | Новоуситовская волость | Новоуситовская волость     |
| 111 | 16  | Вороны           | 18            | 27            | Новоуситовская волость | Новоуситовская волость     |
| 112 | 17  | Глазуны          | 24            | 21            | Новоуситовская волость | Новоуситовская волость     |
| 113 | 18  | Горбуны          | 7             | 6             | Новоуситовская волость | Новоуситовская волость     |
| 114 | 19  | Грибули          | 93            | 78            | Новоуситовская волость | Новоуситовская волость     |
| 115 | 20  | Декшари          | 0             | 4             | Новоуситовская волость | Новоуситовская волость     |
| 116 | 21  | Диванисы         | 4             | 4             | Новоуситовская волость | Новоуситовская волость     |
| 117 | 22  | Дивино           | 1             | 2             | Новоуситовская волость | Новоуситовская волость     |
| 118 | 23  | Добычи           | 31            | 32            | Новоуситовская волость | Новоуситовская волость     |
| 119 | 24  | Дорожино         | 39            | 31            | Новоуситовская волость | Новоуситовская волость     |
| 120 | 25  | Евстифени        | 10            | 6             | Новоуситовская волость | Новоуситовская волость     |
| 121 | 26  | Ерилово          | 22            | 26            | Новоуситовская волость | Новоуситовская волость     |
| 122 | 27  | Жуково           | 1             | 0             | Новоуситовская волость | Новоуситовская волость     |
| 123 | 28  | Исаино           | 8             | 5             | Новоуситовская волость | Новоуситовская волость     |
| 124 | 29  | Китенки          | 34            | 26            | Новоуситовская волость | Новоуситовская волость     |
| 125 | 30  | Козино           | 0             | 0             | Новоуситовская волость | Новоуситовская волость     |
| 126 | 31  | Колчино          | 2             | 0             | Новоуситовская волость | Новоуситовская волость     |
| 127 | 32  | Кононово         | 26            | 19            | Новоуситовская волость | Новоуситовская волость     |
| 128 | 33  | Крюково          | 122           | 82            | Новоуситовская волость | Новоуситовская волость     |
| 129 | 34  | Купряшихино      | 2             | 2             | Новоуситовская волость | Новоуситовская волость     |
| 130 | 35  | Лашутино         | 0             | 0             | Новоуситовская волость | Новоуситовская волость     |
| 131 | 36  | Лисихино         | 8             | 11            | Новоуситовская волость | Новоуситовская волость     |
| 132 | 37  | Лоси             | 8             | 7             | Новоуситовская волость | Новоуситовская волость     |
| 133 | 38  | Макарово         | 12            | 16            | Новоуситовская волость | Новоуситовская волость     |
| 134 | 39  | Малое Плетнево   | 9             | 13            | Новоуситовская волость | Новоуситовская волость     |
| 135 | 40  | Медведево        | 1             | 2             | Новоуситовская волость | Новоуситовская волость     |
| 136 | 41  | Михали           | 13            | 16            | Новоуситовская волость | Новоуситовская волость     |
| 137 | 42  | Мохново          | 3             | 2             | Новоуситовская волость | Новоуситовская волость     |
| 138 | 43  | Мочалово         | 5             | 7             | Новоуситовская волость | Новоуситовская волость     |
| 139 | 44  | Наумки           | 5             | 6             | Новоуситовская волость | Новоуситовская волость     |
| 140 | 45  | Небоги           | 4             | 6             | Новоуситовская волость | Новоуситовская волость     |
| 141 | 46  | Новая Уситва     | 472           | 396           | Новоуситовская волость | Новоуситовская волость     |
| 142 | 47  | Носово           | 10            | 12            | Новоуситовская волость | Новоуситовская волость     |
| 143 | 48  | Огурцы           | 5             | 4             | Новоуситовская волость | Новоуситовская волость     |
| 144 | 49  | Осташи           | 22            | 18            | Новоуситовская волость | Новоуситовская волость     |
| 145 | 50  | Перово           | 10            | 13            | Новоуситовская волость | Новоуситовская волость     |
| 146 | 51  | Пески-Филатково  | 10            | 9             | Новоуситовская волость | Новоуситовская волость     |
| 147 | 52  | Пестово          | 3             | 0             | Новоуситовская волость | Новоуситовская волость     |
| 148 | 53  | Плешаново        | 3             | 4             | Новоуситовская волость | Новоуситовская волость     |
| 149 | 54  | Плуги            | 7             | 5             | Новоуситовская волость | Новоуситовская волость     |
| 150 | 55  | Подгорни         | 7             | 5             | Новоуситовская волость | Новоуситовская волость     |
| 151 | 56  | Подмогилье-1     | 9             | 8             | Новоуситовская волость | Новоуситовская волость     |
| 152 | 57  | Подмогилье-2     | 11            | 18            | Новоуситовская волость | Новоуситовская волость     |
| 153 | 58  | Порошино         | 1             | 0             | Новоуситовская волость | Новоуситовская волость     |
| 154 | 59  | Пуричино         | 11            | 16            | Новоуситовская волость | Новоуситовская волость     |
| 155 | 60  | Раихино          | 35            | 32            | Новоуситовская волость | Новоуситовская волость     |
| 156 | 61  | Ровдино          | 27            | 22            | Новоуситовская волость | Новоуситовская волость     |
| 157 | 62  | Ручьи            | 52            | 45            | Новоуситовская волость | Новоуситовская волость     |
| 158 | 63  | Рыжково          | 10            | 6             | Новоуситовская волость | Новоуситовская волость     |
| 159 | 64  | Самохвалово      | 9             | 8             | Новоуситовская волость | Новоуситовская волость     |
| 160 | 65  | Сафошниково      | 11            | 6             | Новоуситовская волость | Новоуситовская волость     |
| 161 | 66  | Симоняты         | 41            | 29            | Новоуситовская волость | Новоуситовская волость     |
| 162 | 67  | Синицы           | 12            | 6             | Новоуситовская волость | Новоуситовская волость     |
| 163 | 68  | Скоробогани      | 18            | 9             | Новоуситовская волость | Новоуситовская волость     |
| 164 | 69  | Сопки            | 11            | 12            | Новоуситовская волость | Новоуситовская волость     |
| 165 | 70  | Сопры            | 1             | 6             | Новоуситовская волость | Новоуситовская волость     |
| 166 | 71  | Стержни          | 8             | 8             | Новоуситовская волость | Новоуситовская волость     |
| 167 | 72  | Троши            | 17            | 22            | Новоуситовская волость | Новоуситовская волость     |
| 168 | 73  | Трубицино        | 33            | 27            | Новоуситовская волость | Новоуситовская волость     |
| 169 | 74  | Тюпы             |               | 0             | Новоуситовская волость | Новоуситовская волость     |
| 170 | 75  | Усадище          | 19            | 9             | Новоуситовская волость | Новоуситовская волость     |
| 171 | 76  | Ушаки            | 9             | 9             | Новоуситовская волость | Новоуситовская волость     |
| 172 | 77  | Филатово         | 8             | 13            | Новоуситовская волость | Новоуситовская волость     |
| 173 | 78  | Харишино         | 2             | 3             | Новоуситовская волость | Новоуситовская волость     |
| 174 | 79  | Хашки            | 9             | 2             | Новоуситовская волость | Новоуситовская волость     |
| 175 | 80  | Хохлы            | 157           | 136           | Новоуситовская волость | Новоуситовская волость     |
| 176 | 81  | Шабаны           | 146           | 141           | Новоуситовская волость | Новоуситовская волость     |
| 177 | 82  | Щадрица          | 5             | 5             | Новоуситовская волость | Новоуситовская волость     |
| 178 | 83  | Шалаи            | 4             | 0             | Новоуситовская волость | Новоуситовская волость     |
| 179 | 84  | Шкарино          | 74            | 50            | Новоуситовская волость | Новоуситовская волость     |
| 180 | 85  | Щеголицы         | 9             | 6             | Новоуситовская волость | Новоуситовская волость     |
| 181 | 1   | Анскино          | 5             | 7             | Палкинская волость     | Васильевская волость       |
| 182 | 2   | Апарино          | 6             | 6             | Палкинская волость     | Васильевская волость       |
| 183 | 3   | Бадухино         | 7             | 13            | Палкинская волость     | Палкинская волость         |
| 184 | 4   | Базары           | 8             | 7             | Палкинская волость     | Палкинская волость         |
| 185 | 5   | Баландино        | 1             | 0             | Палкинская волость     | Палкинская волость         |
| 186 | 6   | Белохвостово     | 12            | 11            | Палкинская волость     | Васильевская волость       |
| 187 | 7   | Бенево           | 12            | 7             | Палкинская волость     | Васильевская волость       |
| 188 | 8   | Бехтерево        | 5             | 11            | Палкинская волость     | Палкинская волость         |
| 189 | 9   | Бобьяково        | 100           | 79            | Палкинская волость     | Васильевская волость       |
| 190 | 10  | Бокачево         | 3             | 0             | Палкинская волость     | Палкинская волость         |
| 191 | 11  | Болотово         | 14            | 14            | Палкинская волость     | Васильевская волость       |
| 192 | 12  | Боровики         | 80            | 77            | Палкинская волость     | Васильевская волость       |
| 193 | 13  | Борохново        | 43            | 46            | Палкинская волость     | Палкинская волость         |
| 194 | 14  | Браги            | 5             | 5             | Палкинская волость     | Палкинская волость         |
| 195 | 15  | Бритиково        | 11            | 9             | Палкинская волость     | Васильевская волость       |
| 196 | 16  | Бунгино          | 13            | 10            | Палкинская волость     | Палкинская волость         |
| 197 | 17  | Вадницы          | 1             | 3             | Палкинская волость     | Палкинская волость         |
| 198 | 18  | Васильево        | 170           | 165           | Палкинская волость     | Васильевская волость       |
| 199 | 19  | Ведюги           | 0             | 0             | Палкинская волость     | Васильевская волость       |
| 200 | 20  | Великополье      | 2             | 3             | Палкинская волость     | Васильевская волость       |
| 201 | 21  | Веретье          | 6             | 8             | Палкинская волость     | Васильевская волость       |
| 202 | 22  | Ворошилово       | 7             | 5             | Палкинская волость     | Васильевская волость       |
| 203 | 23  | Выставка         | 4             | 4             | Палкинская волость     | Васильевская волость       |
| 204 | 24  | Гаврилово        | 7             | 6             | Палкинская волость     | Палкинская волость         |
| 205 | 25  | Гахново          | 10            | 8             | Палкинская волость     | Васильевская волость       |
| 206 | 26  | Гнилино          | 15            | 10            | Палкинская волость     | Васильевская волость       |
| 207 | 27  | Гоглово          | 9             | 11            | Палкинская волость     | Васильевская волость       |
| 208 | 28  | Гоголево         | 0             | 2             | Палкинская волость     | Палкинская волость         |
| 209 | 29  | Голубы           | 7             | 7             | Палкинская волость     | Палкинская волость         |
| 210 | 30  | Гора             | 0             | 0             | Палкинская волость     | Васильевская волость       |
| 211 | 31  | Горбово          | 20            | 18            | Палкинская волость     | Палкинская волость         |
| 212 | 32  | Горино           | 16            | 13            | Палкинская волость     | Палкинская волость         |
| 213 | 33  | Гороховище       | 19            | 20            | Палкинская волость     | Палкинская волость         |
| 214 | 34  | Горушка          | 15            | 12            | Палкинская волость     | Палкинская волость         |
| 215 | 35  | Гривки           | 17            | 8             | Палкинская волость     | Васильевская волость       |
| 216 | 36  | Гришаково        | 0             | 0             | Палкинская волость     | Палкинская волость         |
| 217 | 37  | Данилкино        | 4             | 6             | Палкинская волость     | Палкинская волость         |
| 218 | 38  | Демеши           | 4             | 3             | Палкинская волость     | Палкинская волость         |
| 219 | 39  | Дешманы          | 1             | 2             | Палкинская волость     | Палкинская волость         |
| 220 | 40  | Дубохново        | 4             | 2             | Палкинская волость     | Васильевская волость       |
| 221 | 41  | Дудниково        | 31            | 29            | Палкинская волость     | Палкинская волость         |
| 222 | 42  | Дулово           | 14            | 18            | Палкинская волость     | Васильевская волость       |
| 223 | 43  | Ермаково         | 0             | 2             | Палкинская волость     | Палкинская волость         |
| 224 | 44  | Жилино           | 4             | 2             | Палкинская волость     | Палкинская волость         |
| 225 | 45  | Жилино           | 22            | 21            | Палкинская волость     | Палкинская волость         |
| 226 | 46  | Жуково           | 0             | 0             | Палкинская волость     | Палкинская волость         |
| 227 | 47  | Заболотье        | 20            | 25            | Палкинская волость     | Палкинская волость         |
| 228 | 48  | Заборовье        | 8             | 6             | Палкинская волость     | Палкинская волость         |
| 229 | 49  | Загорье          | 15            | 9             | Палкинская волость     | Васильевская волость       |
| 230 | 50  | Зайцево          | 7             | 8             | Палкинская волость     | Палкинская волость         |
| 231 | 51  | Зальсажье        | 0             | 0             | Палкинская волость     | Палкинская волость         |
| 232 | 52  | Заполье          | 0             | 17            | Палкинская волость     | Васильевская волость       |
| 233 | 53  | Захонье          | 2             | 3             | Палкинская волость     | Палкинская волость         |
| 234 | 54  | Золотавино       | 10            | 10            | Палкинская волость     | Палкинская волость         |
| 235 | 55  | Зубовщина        | 6             | 7             | Палкинская волость     | Васильевская волость       |
| 236 | 56  | Зуево            | 1             | 0             | Палкинская волость     | Палкинская волость         |
| 237 | 57  | Иваново          | 11            | 9             | Палкинская волость     | Палкинская волость         |
| 238 | 58  | Ильгино          | 0             | 0             | Палкинская волость     | Васильевская волость       |
| 239 | 59  | Ирхино           | 5             | 7             | Палкинская волость     | Васильевская волость       |
| 240 | 60  | Истомино         | 6             | 11            | Палкинская волость     | Палкинская волость         |
| 241 | 61  | Казаково         | 7             | 0             | Палкинская волость     | Васильевская волость       |
| 242 | 62  | Капустино        | 17            | 10            | Палкинская волость     | Палкинская волость         |
| 243 | 63  | Карпино          | 8             | 11            | Палкинская волость     | Палкинская волость         |
| 244 | 64  | Киселево         | 4             | 0             | Палкинская волость     | Палкинская волость         |
| 245 | 65  | Клюево           | 2             | 2             | Палкинская волость     | Палкинская волость         |
| 246 | 66  | Клюкино          | 1             | 1             | Палкинская волость     | Васильевская волость       |
| 247 | 67  | Коровкино        | 8             | 6             | Палкинская волость     | Васильевская волость       |
| 248 | 68  | Костыгово        | 7             | 7             | Палкинская волость     | Васильевская волость       |
| 249 | 69  | Краснодудово     | 20            | 11            | Палкинская волость     | Палкинская волость         |
| 250 | 70  | Крашняково       | 14            | 10            | Палкинская волость     | Васильевская волость       |
| 251 | 71  | Кузнечонки       | 2             | 2             | Палкинская волость     | Палкинская волость         |
| 252 | 72  | Лабутино         | 5             | 5             | Палкинская волость     | Васильевская волость       |
| 253 | 73  | Лаврово          | 4             | 3             | Палкинская волость     | Палкинская волость         |
| 254 | 74  | Ладыгино         | 0             | 0             | Палкинская волость     | Палкинская волость         |
| 255 | 75  | Леонтьево        | 18            | 18            | Палкинская волость     | Палкинская волость         |
| 256 | 76  | Лещихино         | 123           | 392           | Палкинская волость     | Палкинская волость         |
| 257 | 77  | Логово           | 0             | 0             | Палкинская волость     | Палкинская волость         |
| 258 | 78  | Локно            | 56            | 56            | Палкинская волость     | Васильевская волость       |
| 259 | 79  | Лопатино         | 1             | 0             | Палкинская волость     | Палкинская волость         |
| 260 | 80  | Лухново          | 12            | 14            | Палкинская волость     | Васильевская волость       |
| 261 | 81  | Любять (Любить)  | 2             | 2             | Палкинская волость     | Васильевская волость       |
| 262 | 82  | Малое Ермаково   | 1             | 2             | Палкинская волость     | Палкинская волость         |
| 263 | 83  | Марково          | 3             | 2             | Палкинская волость     | Палкинская волость         |
| 264 | 84  | Медведково       | 1             | 2             | Палкинская волость     | Васильевская волость       |
| 265 | 85  | Межник           | 6             | 5             | Палкинская волость     | Палкинская волость         |
| 266 | 86  | Мельница         | 9             | 11            | Палкинская волость     | Палкинская волость         |
| 267 | 87  | Мольгино         | 29            | 25            | Палкинская волость     | Палкинская волость         |
| 268 | 88  | Мылово           | 14            | 8             | Палкинская волость     | Васильевская волость       |
| 269 | 89  | Мышкино          | 0             | 0             | Палкинская волость     | Палкинская волость         |
| 270 | 90  | Никоново         | 5             | 5             | Палкинская волость     | Палкинская волость         |
| 271 | 91  | Носово           | 2             | 2             | Палкинская волость     | Васильевская волость       |
| 272 | 92  | Нутрецово        | 0             | 0             | Палкинская волость     | Палкинская волость         |
| 273 | 93  | Оклад            | 3             | 0             | Палкинская волость     | Палкинская волость         |
| 274 | 94  | Олохово          | 12            | 13            | Палкинская волость     | Васильевская волость       |
| 275 | 95  | Панево           | 2             | 2             | Палкинская волость     | Палкинская волость         |
| 276 | 96  | Парфеево         | 3             | 1             | Палкинская волость     | Палкинская волость         |
| 277 | 97  | Пахомово         | 5             | 6             | Палкинская волость     | Палкинская волость         |
| 278 | 98  | Петригино        | 16            | 16            | Палкинская волость     | Васильевская волость       |
| 279 | 99  | Подчерничье      | 0             | 0             | Палкинская волость     | Васильевская волость       |
| 280 | 100 | Полены           | 46            | 50            | Палкинская волость     | Палкинская волость         |
| 281 | 101 | Полухново        | 9             | 7             | Палкинская волость     | Палкинская волость         |
| 282 | 102 | Прахново         | 7             | 11            | Палкинская волость     | Палкинская волость         |
| 283 | 103 | Проскуряки       | 0             | 2             | Палкинская волость     | Палкинская волость         |
| 284 | 104 | Рубцово          | 58            | 51            | Палкинская волость     | Палкинская волость         |
| 285 | 105 | Рунцево          | 1             | 1             | Палкинская волость     | Палкинская волость         |
| 286 | 106 | Рычково          | 11            | 10            | Палкинская волость     | Палкинская волость         |
| 287 | 107 | Самохвалово      | 20            | 21            | Палкинская волость     | Палкинская волость         |
| 288 | 108 | Самулино         | 12            | 8             | Палкинская волость     | Васильевская волость       |
| 289 | 109 | Самухново        | 0             | 8             | Палкинская волость     | Палкинская волость         |
| 290 | 110 | Саньково         | 5             | 2             | Палкинская волость     | Палкинская волость         |
| 291 | 111 | Сараево          | 4             | 4             | Палкинская волость     | Палкинская волость         |
| 292 | 112 | Свириково        | 46            | 26            | Палкинская волость     | Палкинская волость         |
| 293 | 113 | Сергино          | 16            | 17            | Палкинская волость     | Васильевская волость       |
| 294 | 114 | Сидорово         | 24            | 21            | Палкинская волость     | Васильевская волость       |
| 295 | 115 | Сидорово         | 8             | 6             | Палкинская волость     | Палкинская волость         |
| 296 | 116 | Симоново         | 6             | 7             | Палкинская волость     | Васильевская волость       |
| 297 | 117 | Слопыгино        | 361           | 319           | Палкинская волость     | Палкинская волость         |
| 298 | 118 | Сорокино         | 7             | 1             | Палкинская волость     | Палкинская волость         |
| 299 | 119 | Старорусцево     | 2             | 1             | Палкинская волость     | Палкинская волость         |
| 300 | 120 | Струглица        | 4             | 6             | Палкинская волость     | Палкинская волость         |
| 301 | 121 | Сухлово          | 17            | 11            | Палкинская волость     | Палкинская волость         |
| 302 | 122 | Сысоево          | 38            | 40            | Палкинская волость     | Палкинская волость         |
| 303 | 123 | Сыченка          | 0             | 3             | Палкинская волость     | Палкинская волость         |
| 304 | 124 | Тараскино        | 6             | 6             | Палкинская волость     | Васильевская волость       |
| 305 | 125 | Тимошино         | 5             | 4             | Палкинская волость     | Палкинская волость         |
| 306 | 126 | Тиуши            | 11            | 10            | Палкинская волость     | Палкинская волость         |
| 307 | 127 | Улкино           | 3             | 1             | Палкинская волость     | Васильевская волость       |
| 308 | 128 | Усадище          | 7             | 6             | Палкинская волость     | Васильевская волость       |
| 309 | 129 | Усадище          | 39            | 21            | Палкинская волость     | Палкинская волость         |
| 310 | 130 | Усох             | 12            | 14            | Палкинская волость     | Васильевская волость       |
| 311 | 131 | Фишово           | 0             | 0             | Палкинская волость     | Васильевская волость       |
| 312 | 132 | Флорево          | 10            | 17            | Палкинская волость     | Палкинская волость         |
| 313 | 133 | Флягино          | 9             | 13            | Палкинская волость     | Палкинская волость         |
| 314 | 134 | Харино           | 9             | 7             | Палкинская волость     | Палкинская волость         |
| 315 | 135 | Харлапково       | 25            | 34            | Палкинская волость     | Палкинская волость         |
| 316 | 136 | Цыплята          | 9             | 6             | Палкинская волость     | Палкинская волость         |
| 317 | 137 | Чернокуново      | 1             | 4             | Палкинская волость     | Палкинская волость         |
| 318 | 138 | Шевелёво         | 4             | 5             | Палкинская волость     | Палкинская волость         |
| 319 | 139 | Шевелёво         | 4             | 7             | Палкинская волость     | Палкинская волость         |
| 320 | 140 | Шевели           | 9             | 7             | Палкинская волость     | Палкинская волость         |
| 321 | 141 | Шейкино          | 9             | 6             | Палкинская волость     | Васильевская волость       |
| 322 | 142 | Шурпалово        | 3             | 3             | Палкинская волость     | Палкинская волость         |
| 323 | 143 | Щепец            | 10            | 11            | Палкинская волость     | Палкинская волость         |
| 324 | 144 | Юматово          | 0             | 0             | Палкинская волость     | Васильевская волость       |
| 325 | 145 | Юматово          | 1             | 0             | Палкинская волость     | Палкинская волость         |
| 326 | 146 | Ягодкино         | 19            | 16            | Палкинская волость     | Палкинская волость         |
| 327 | 147 | Яхново           | 1             | 3             | Палкинская волость     | Васильевская волость       |
| 328 | 1   | Баженово         | 6             | 5             | Черская волость        | Черская волость            |
| 329 | 2   | Вадрино          | 36            | 34            | Черская волость        | Черская волость            |
| 330 | 3   | Ванюха           | 19            | 13            | Черская волость        | Черская волость            |
| 331 | 4   | Вернявино        | 706           | 630           | Черская волость        | Черская волость            |
| 332 | 5   | Волково          | 16            | 6             | Черская волость        | Черская волость            |
| 333 | 6   | Воронино         | 23            | 26            | Черская волость        | Черская волость            |
| 334 | 7   | Говядово         | 2             | 0             | Черская волость        | Черская волость            |
| 335 | 8   | Гриханиха        | 10            | 12            | Черская волость        | Черская волость            |
| 336 | 9   | Доньшино         | 37            | 31            | Черская волость        | Черская волость            |
| 337 | 10  | Еваново          | 19            | 23            | Черская волость        | Черская волость            |
| 338 | 11  | Елизаветино      | 9             | 5             | Черская волость        | Черская волость            |
| 339 | 12  | Елисеево         | 12            | 7             | Черская волость        | Черская волость            |
| 340 | 13  | Еремино          | 33            | 29            | Черская волость        | Черская волость            |
| 341 | 14  | Ершово           | 9             | 4             | Черская волость        | Черская волость            |
| 342 | 15  | Жегулиха         | 2             | 2             | Черская волость        | Черская волость            |
| 343 | 16  | Запятково        |               | 15            | Черская волость        | Черская волость            |
| 344 | 17  | Июдино           | 8             | 8             | Черская волость        | Черская волость            |
| 345 | 18  | Каратыгино       | 19            | 23            | Черская волость        | Черская волость            |
| 346 | 19  | Коровье Село     | 53            | 47            | Черская волость        | Черская волость            |
| 347 | 20  | Красино          | 189           | 184           | Черская волость        | Черская волость            |
| 348 | 21  | Кузьмино         | 1             | 1             | Черская волость        | Черская волость            |
| 349 | 22  | Ласковицы        | 8             | 8             | Черская волость        | Черская волость            |
| 350 | 23  | Лесная           |               | 34            | Черская волость        | Черская волость            |
| 351 | 24  | Лобаны           | 15            | 15            | Черская волость        | Черская волость            |
| 352 | 25  | Луг              | 4             | 2             | Черская волость        | Черская волость            |
| 353 | 26  | Луговицы         | 15            | 15            | Черская волость        | Черская волость            |
| 354 | 27  | Мимино           | 11            | 13            | Черская волость        | Черская волость            |
| 355 | 28  | Наумково         | 7             | 6             | Черская волость        | Черская волость            |
| 356 | 29  | Некрасово        | 0             | 0             | Черская волость        | Черская волость            |
| 357 | 30  | Огнянниково      | 4             | 5             | Черская волость        | Черская волость            |
| 358 | 31  | Оленино          | 5             | 3             | Черская волость        | Черская волость            |
| 359 | 32  | Орехова Гора     | 10            | 8             | Черская волость        | Черская волость            |
| 360 | 33  | Орлы             | 26            | 12            | Черская волость        | Черская волость            |
| 361 | 34  | Павлово          | 7             | 5             | Черская волость        | Черская волость            |
| 362 | 35  | Парфеево         | 2             | 0             | Черская волость        | Черская волость            |
| 363 | 36  | Плавучая Берёза  | 0             | 0             | Черская волость        | Черская волость            |
| 364 | 37  | Подсосонье       | 5             | 4             | Черская волость        | Черская волость            |
| 365 | 38  | Проскурничино    | 4             | 3             | Черская волость        | Черская волость            |
| 366 | 39  | Пучково          | 2             | 0             | Черская волость        | Черская волость            |
| 367 | 40  | Рожкополье       | 32            | 20            | Черская волость        | Черская волость            |
| 368 | 41  | Сарпуниха        | 12            | 5             | Черская волость        | Черская волость            |
| 369 | 42  | Селезнево        | 11            | 9             | Черская волость        | Черская волость            |
| 370 | 43  | Сиги             | 5             | 3             | Черская волость        | Черская волость            |
| 371 | 44  | Староселье       | 30            | 35            | Черская волость        | Черская волость            |
| 372 | 45  | Усы              | 7             | 4             | Черская волость        | Черская волость            |
| 373 | 46  | Федориха         | 3             | 4             | Черская волость        | Черская волость            |
| 374 | 47  | Черская          | 74            | 70            | Черская волость        | Черская волость            |
| 375 | 48  | Шарански         | 0             | 2             | Черская волость        | Черская волость            |